# Verbotsgesetz 1947
Закон о запрещении 1947 года (нем. Verbotsgesetz 1947, сокращенно VerbotsG) — австрийский конституционный закон, принятый 8 мая 1945 года, запретивший нацистскую партию и предоставивший правовые основания для процесса денацификации в Австрии; направлен на подавление потенциального возрождения нацизма в стране. Действующая версия вступила в силу 18 февраля 1947 года. Закон, обновлённый в 1992 году, запрещает отрицание Холокоста, а также преднамеренное принижение других преступлений нацизма. До коррекции 1992 года некоторые австрийские суды интерпретировали запрещение отрицания Холокоста как частный случай пресечения возрождения нацистской идеологии, но, поскольку закон прямо не запрещал такие опровержения, до внесения в него поправок по этому поводу продолжались дебаты.

## Текст закона
Согласно статье I-ой VerbotsG, нацистская партия, ее военизированные организации, такие как СС, Штурмовые отряды (СА), Национал-социалистический механизированный корпус и Национал-социалистический авиакорпус (НСФК), а также все их дочерние организации были распущены и запрещены; любых их реструктуризации и/или восстановление запрещены. Чтобы дополнительно поддержать данный запрет, сам Verbotsgesetz — хотя и является конституционным законом — содержит ряд уголовных положений, квалифицирующих любой акт привлечения к национал-социалистической деятельности (включая повторное привлечение) как уголовно наказуемое деяние.
Раздел 3h VerbotsG, включенный в 1992 году, гласит, что «для любого лица отрицающего, принижающего, потворствующего или пытающегося оправдать нацистский геноцид или другие нацистские преступления против человечества в печатной форме, в теле- или радиоэфире, или в каких-либо других средствах массовой информации… устанавливается наказание в виде лишения свободы на срок от одного года до десяти лет; в случае особой рискованности правонарушения — до двадцати лет. Все дела рассматриваются судом присяжных».
Положения, касавшиеся денацификации в Австрии, были отменены амнистией 1957 года. Бывшим членам нацистских организаций было запрещено участвовать в парламентских выборах 1945 года. Первоначальная установленная смертная казнь была отменена в 1950 году.

## Правоприменение
В 1985 году Конституционный суд Австрии постановил, что остальные положения закона прямо применимы в правовой системе страны и являются обязательными для каждого суда и любого административного органа Австрии. Кроме того, после поправки 1992 года, Верховный суд Австрии заявил, что любые аргументы в отношении нацистского геноцида или аргументы в отношении преступлений нацистов против человечности не являются приемлемыми в суде доказательствами.
До сегодняшнего дня судебные приговоры выносятся австрийскими судами на основании Verbotsgesetz 1947. Среди наиболее известных приговоров был и обвинительный приговор в отношении Дэвида Ирвинга в Венском земельном суде от 20 февраля 2006 года: в ноябре 2005 года Ирвинг приехал в Австрию, невзирая на выданный судом Вены в 1989 году ордер на его арест; суд отказался освободить Ирвинга под залог; в ходе судебного процесса Ирвинг признал свою вину и заявил о «пересмотре» после 1991 года своих взглядов на Холокост; в итоге он был приговорён к трём годам тюремного заключения, но, после 13-месячного заключения, суд заменил оставшийся срок на условный и депортировал его из страны.